# Þorkell Sigurbjörnsson
Þorkell Sigurbjörnsson, född 16 juli 1938 i Reykjavik, död 30 januari 2013, var en isländsk dirigent, pianist och tonsättare.
Þorkell Sigurbjörnsson studerade piano, violin, orgel och musikteori vid musikhögskolan i Reykjavik för bland andra Róbert A. Ottósson, Victor Urbancic och Árni Kristjánsson. Han studerade vidare piano, musikteori och komposition vid Hamline University i St Paul i Minnesota i USA. Vidare har han studerat komposition för Kenneth Gaburo och elektronmusik för Lejaren Hiller vid University of Illinois. År 1962 återvände han till Island för att undervisa vid musikhögskolan där han medverkade till att bygga upp en institution för musikteori och komposition.
Den 16 maj 1995 invaldes han som utländsk ledamot nr 417 av Kungliga Musikaliska Akademien.